# Enosima
Enosima 0,2 km²-nyi japán üdülősziget Kamakura közelében, a Szagami-öbölben. Innen nyílik az egyik legszebb kilátás a Fudzsi hegyre, s egyik sintó szentélyében nevezetes meztelen Benzaiten-szobor látható (sicsifukudzsin). Keskeny homokzátony és híd köti össze a hosszú kataszei stranddal. Az enosima–kataszei tengerparton nyaranta állítólag előfordul, hogy egymillió ember napozik egyszerre. A Kamakura-korban (1185–1333) itt volt a sógunátus hivatalos vesztőhelye, 1275-ben a kataszei parton vágták le Kubiláj kán követeinek fejét, és 1263-ban itt akarták lefejezni a Nicsiren nevű, szektaalapító papot is, aki a mongol betöréseket megjövendölte, de a hóhér kardjába állítólag villám csapott, ezért megkegyelmeztek a fanatikus szerzetesnek.

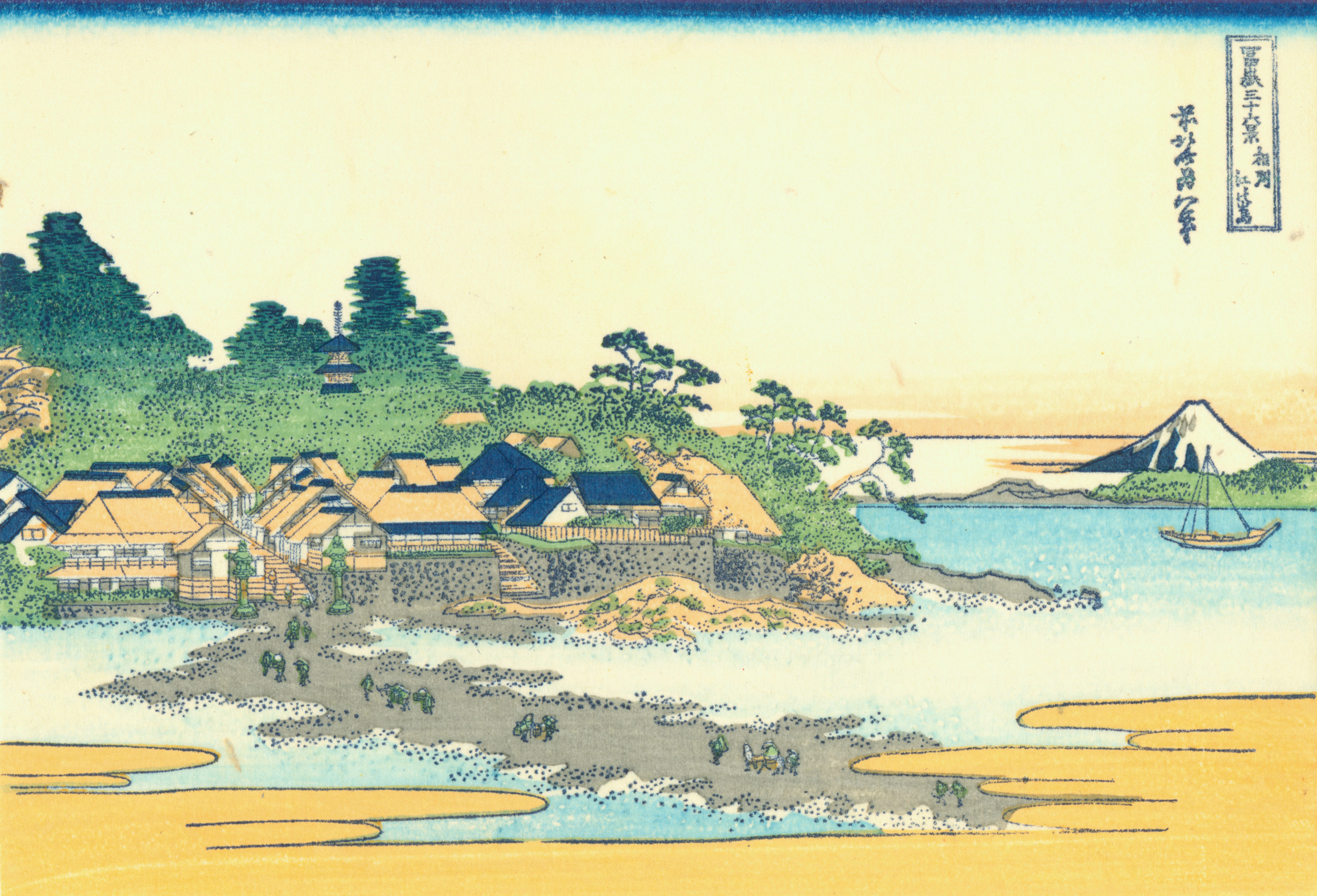
Hokuszai metszetén